# La baby-sitter 2
La baby-sitter 2 è il nono libro della collana horror per ragazzi Super Brividi dello scrittore R.L. Stine. È il seguito de La baby-sitter 1

## Trama
Jenny, dopo il trauma dell'inverno precedente, va da uno psichiatra perché ha degli incubi su quello che è successo. Dopo la famiglia Hagen, Jenny accetta un nuovo lavoro come baby-sitter, presso una famiglia con un bambino di dieci anni, che adora fare gli scherzi ed è molto intelligente. Dopo la seduta dallo psichiatra, tornando a casa, Jenny incontra Chuck, che non accetta la fine della loro relazione, avvenuta dopo i tragici eventi che hanno traumatizzato Jenny. Mentre sta al centro commerciale, dopo essersi incontrata con i suoi nuovi amici, Rick e Claire, fa un giro e incontra un ragazzo, Cal, che la invita a una festa, il weekend successivo. Nonostante sia titubante, accetta l'invito. I giorni passano, e lei si ambienta con il nuovo lavoro e a conoscere Cal. Una sera, riceve una chiamata a casa della nuova famiglia e sente sussurrare le parole che l'avevano terrorizzata l'inverno precedente. Non sa che pensare ed è convinta che chi l'aveva terrorizzata l'inverno precedente sia tornato a terrorizzarla. Ne parla con lo psichiatra, che cerca di convincerla che sia solo frutto della sua immaginazione, come gli incubi. Ma, parlando con Cal, forse individua chi la può terrorizzare e cerca di incastrarlo.